# Gounday
Gounday (auch: Gondey, Goundé, Goundey, Goundèye) ist ein Dorf in der Landgemeinde Kokorou in Niger.

## Geographie

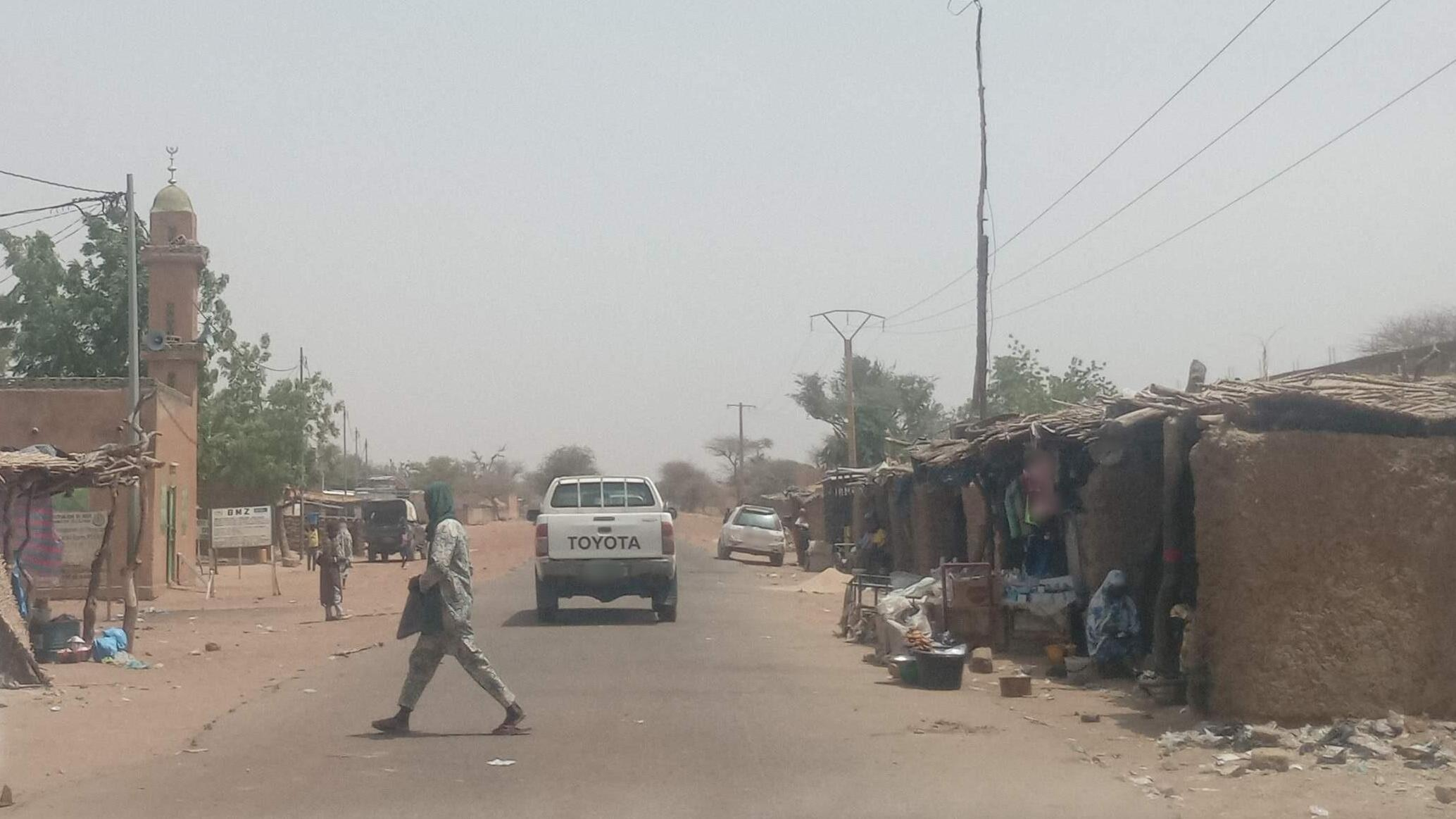
Eine Moschee an der Nationalstraße 4 in Gounday (2025)

Das von einem traditionellen Ortsvorsteher (chef traditionnel) geleitete Dorf liegt am linken Ufer des Flusses Dargol. Es befindet sich rund 27 Kilometer südlich des Hauptorts Kokorou der gleichnamigen Landgemeinde, die zum Departement Téra in der Region Tillabéri gehört. Zu den Siedlungen in der näheren Umgebung von Gounday zählen Doundiél im Nordwesten und Firo Koira im Osten.
Gounday ist Teil der Übergangszone zwischen Sahel und Sudan. Die durchschnittliche jährliche Niederschlagsmenge beträgt hier zwischen 400 und 500 mm.

## Geschichte

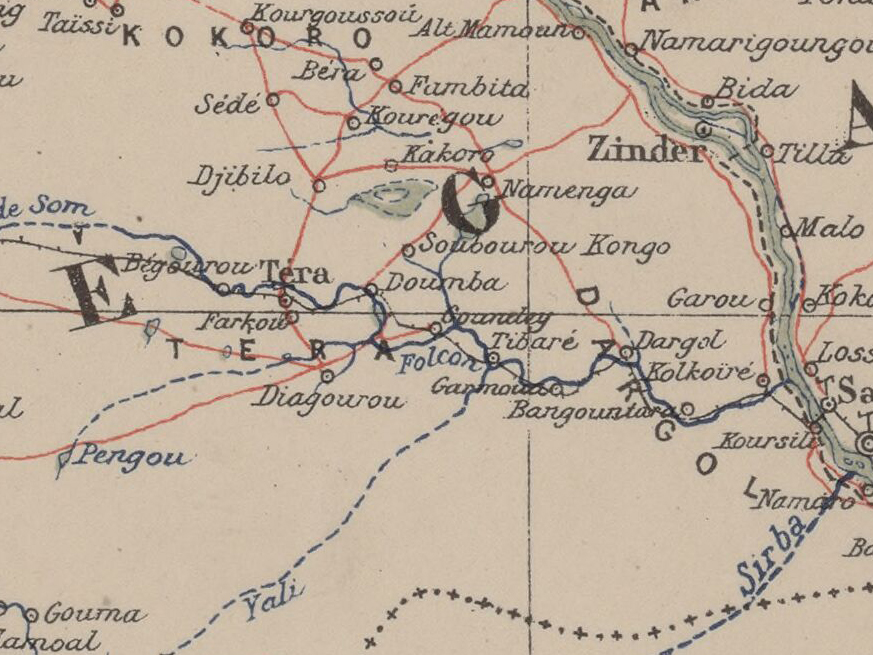
Ausschnitt einer Karte von 1903 mit Gounday (Goundey) im Zentrum

Um die negativen Auswirkungen von Bodendegradation auf Ernährungskrisen in der Gemeinde Kokorou zu lindern, wurden 2010 in den Dörfern Gounday, Korogoussou und Tara 600 Erosionsschutzbänke errichtet und 1560 Forstpflanzen eingesetzt. Von diesen Maßnahmen waren insgesamt 100 Hektar Land betroffen. Der staatliche Stromversorger NIGELEC elektrifizierte Gounday im Jahr 2018.

## Bevölkerung
Bei der Volkszählung 2012 hatte Gounday 2667 Einwohner, die in 341 Haushalten lebten. Bei der Volkszählung 2001 betrug die Einwohnerzahl 2280 in 342 Haushalten und bei der Volkszählung 1988 belief sich die Einwohnerzahl auf 1538 in 176 Haushalten.

## Wirtschaft und Infrastruktur

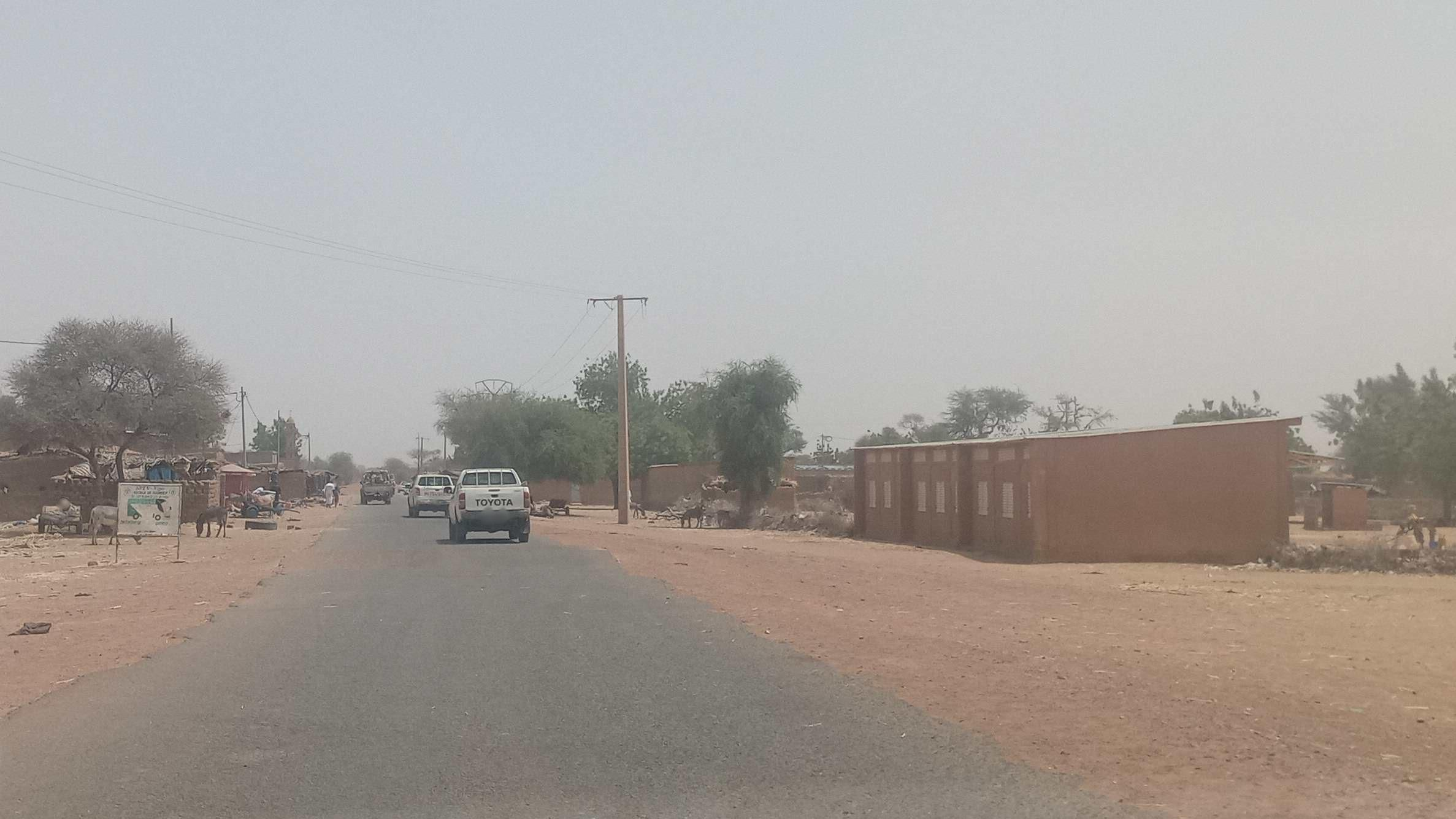
Nationalstraße 4 in Gounday (2025)

Im Dorf wird ein Wochenmarkt abgehalten. Der Markttag ist Montag. Eine Getreidebank wurde 1989 etabliert. Mit einem Centre de Santé Intégré (CSI) ist ein Gesundheitszentrum vorhanden. Es gibt eine Schule. Durch Gounday verläuft die 214,1 Kilometer lange Nationalstraße 4 zwischen der Hauptstadt Niamey und der Staatsgrenze zu Burkina Faso. Die Straße ist in diesem Abschnitt asphaltiert.